# دولوخانیان
دولوخانیان (زبان ارمنی: Դոլուխանյան), یکی از نام‌های خانوادگی رایج در میان ارمنیان می‌باشد.
- آئلیتا دولوخانیان
- لولا دولوخانیان
- زارا دولوخانووا